# Grand Prix Formule 1 van Azerbeidzjan 2019
De Grand Prix Formule 1 van Azerbeidzjan 2019 werd gehouden op 28 april op het Baku City Circuit. Het was de vierde race van het seizoen 2019.

## Vrije trainingen
- Er wordt enkel de top-5 weergegeven.

| Vrije training 1 | Pos                           | No | Coureur          | Constructeur   | Tijd     |
| ---------------- | ----------------------------- | -- | ---------------- | -------------- | -------- |
| Vrije training 1 | 1                             | 16 | Charles Leclerc  | Ferrari        | 1:47.497 |
| Vrije training 1 | 2                             | 5  | Sebastian Vettel | Ferrari        | 1:49.598 |
| Vrije training 1 | Sessie na 30 minuten afgelast |    |                  |                |          |
| Vrije training 2 | Pos                           | No | Coureur          | Constructeur   | Tijd     |
| Vrije training 2 | 1                             | 16 | Charles Leclerc  | Ferrari        | 1:42.872 |
| Vrije training 2 | 2                             | 5  | Sebastian Vettel | Ferrari        | 1:43.196 |
| Vrije training 2 | 3                             | 44 | Lewis Hamilton   | Mercedes       | 1:43.541 |
| Vrije training 2 | 4                             | 33 | Max Verstappen   | Red Bull-Honda | 1:43.793 |
| Vrije training 2 | 5                             | 77 | Valtteri Bottas  | Mercedes       | 1:44.003 |
| Vrije training 3 | Pos                           | No | Coureur          | Constructeur   | Tijd     |
| Vrije training 3 | 1                             | 16 | Charles Leclerc  | Ferrari        | 1:41.604 |
| Vrije training 3 | 2                             | 5  | Sebastian Vettel | Ferrari        | 1:41.802 |
| Vrije training 3 | 3                             | 33 | Max Verstappen   | Red Bull-Honda | 1:42.852 |
| Vrije training 3 | 4                             | 77 | Valtteri Bottas  | Mercedes       | 1:43.064 |
| Vrije training 3 | 5                             | 44 | Lewis Hamilton   | Mercedes       | 1:43.176 |

## Kwalificatie
De kwalificatie kwam tweemaal stil te liggen vanwege crashes in de achtste bocht. Aan het eind van het eerste deel van de kwalificatie crashte Williams-coureur Robert Kubica op dit punt, waardoor de start van het tweede deel moest worden uitgesteld. Halverwege het tweede deel crashte ook Ferrari-rijder Charles Leclerc op deze plek en zorgde eveneens voor een rode vlag. Uiteindelijk behaalde Valtteri Bottas voor Mercedes zijn tweede pole position van het seizoen door zijn teamgenoot Lewis Hamilton te verslaan. Sebastian Vettel eindigde voor Ferrari als derde, terwijl Red Bull-coureur Max Verstappen de vierde tijd neerzette. Racing Point-coureur Sergio Pérez zette de vijfde tijd neer, voor Toro Rosso-rijder Daniil Kvjat. Lando Norris werd voor McLaren zevende en hield hiermee de Alfa Romeo-coureurs Antonio Giovinazzi en Kimi Räikkönen achter zich. De top 10 werd afgesloten door Leclerc, die in het tweede deel van de kwalificatie een tijd neerzette die snel genoeg was om door te gaan naar het laatste deel, maar vanwege de schade aan zijn auto hier niet aan deelnam.
Na afloop van de kwalificatie ontving Antonio Giovinazzi een straf van tien startplaatsen. Voorafgaand aan het raceweekend moest hij wisselen naar zijn derde elektronische controlesysteem van het seizoen, terwijl er in een jaar maar twee gebruikt mogen worden. Red Bull-coureur Pierre Gasly moet verplicht vanuit de pitstraat starten nadat hij in de tweede vrije training niet stopte voor de weegbrug en zijn team hierna aan zijn auto werkte. Ook Robert Kubica moet uit de pitstraat starten, nadat zijn team besloot om veranderingen aan zijn auto door te voeren na zijn crash in de kwalificatie en daarmee de reglementen van het parc fermé overtrad. Verder werd Kimi Räikkönen gediskwalificeerd uit de kwalificatie-uitslag omdat zijn voorvleugel niet voldeed aan de technische reglementen, waardoor hij eveneens uit de pitstraat moet starten.
| Pos                 | No | Coureur            | Constructeur              | Q1       | Q2        | Q3        | Grid |
| ------------------- | -- | ------------------ | ------------------------- | -------- | --------- | --------- | ---- |
| 1                   | 77 | Valtteri Bottas    | Mercedes                  | 1:42.026 | 1:41.500  | 1:40.495  | 1    |
| 2                   | 44 | Lewis Hamilton     | Mercedes                  | 1:41.614 | 1:41.580  | 1:40.554  | 2    |
| 3                   | 5  | Sebastian Vettel   | Ferrari                   | 1:42.042 | 1:41.889  | 1:40.797  | 3    |
| 4                   | 33 | Max Verstappen     | Red Bull-Honda            | 1:41.727 | 1:41.388  | 1:41.069  | 4    |
| 5                   | 11 | Sergio Pérez       | Racing Point-BWT Mercedes | 1:42.249 | 1:41.870  | 1:41.593  | 5    |
| 6                   | 26 | Daniil Kvjat       | Toro Rosso-Honda          | 1:42.324 | 1:42.221  | 1:41.681  | 6    |
| 7                   | 4  | Lando Norris       | McLaren-Renault           | 1:42.371 | 1:42.084  | 1:41.886  | 7    |
| 8                   | 99 | Antonio Giovinazzi | Alfa Romeo-Ferrari        | 1:42.140 | 1:42.381  | 1:42.424  | 17   |
| 9                   | 16 | Charles Leclerc    | Ferrari                   | 1:41.426 | 1:41.995  | geen tijd | 8    |
| 10                  | 55 | Carlos Sainz jr.   | McLaren-Renault           | 1:41.936 | 1:42.398  |           | 9    |
| 11                  | 3  | Daniel Ricciardo   | Renault                   | 1:42.486 | 1:42.477  |           | 10   |
| 12                  | 23 | Alexander Albon    | Toro Rosso-Honda          | 1:42.154 | 1:42.494  |           | 11   |
| 13                  | 20 | Kevin Magnussen    | Haas-Ferrari              | 1:42.382 | 1:42.699  |           | 12   |
| 14                  | 18 | Lance Stroll       | Racing Point-BWT Mercedes | 1:42.630 |           |           | 13   |
| 15                  | 8  | Romain Grosjean    | Haas-Ferrari              | 1:43.407 |           |           | 14   |
| 16                  | 27 | Nico Hülkenberg    | Renault                   | 1:43.427 |           |           | 15   |
| 17                  | 63 | George Russell     | Williams-Mercedes         | 1:45.062 |           |           | 16   |
| 18                  | 88 | Robert Kubica      | Williams-Mercedes         | 1:45.455 |           |           | Pit  |
| 107% tijd: 1:48.428 |    |                    |                           |          |           |           |      |
| DSQ                 | 7  | Kimi Räikkönen     | Alfa Romeo-Ferrari        | 1:42.059 | 1:42.082  | 1:43.068  | Pit  |
| DSQ                 | 10 | Pierre Gasly       | Red Bull-Honda            | 1:41.335 | geen tijd |           | Pit  |

## Wedstrijd

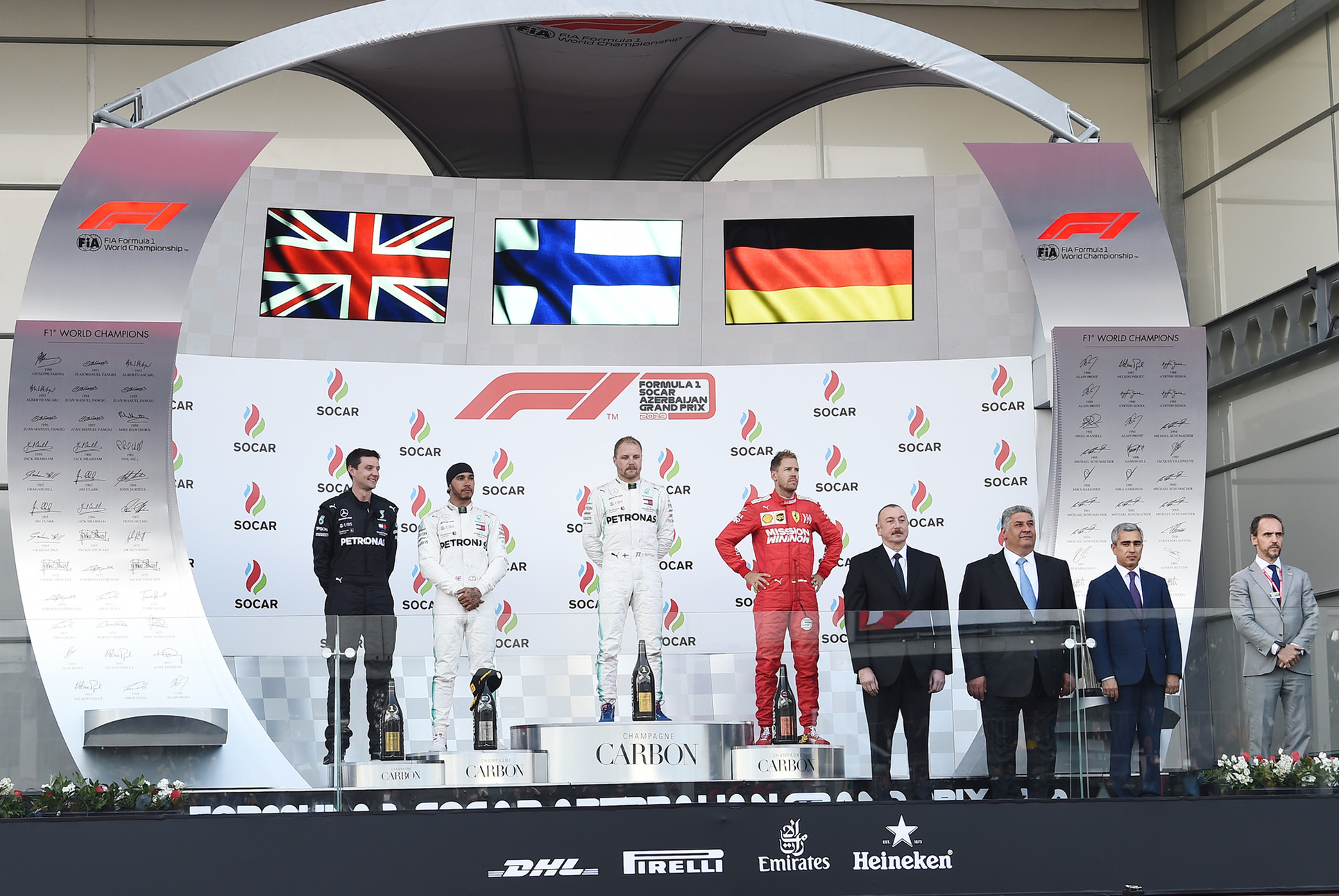
Podium

De race werd gewonnen door Valtteri Bottas, die zijn tweede overwinning van het seizoen behaalde door teamgenoot Lewis Hamilton te verslaan. Sebastian Vettel eindigde op de derde plaats, terwijl Max Verstappen vierde werd. Charles Leclerc werd vijfde na een late pitstop, die hij maakte zodat hij de snelste raceronde neer kon zetten. Sergio Pérez werd zevende, voor de McLaren-coureurs Carlos Sainz jr. en Lando Norris. De top 10 werd voltooid door Racing Point-coureur Lance Stroll en Kimi Räikkönen, die met een start uit de pitstraat tiende werd.
| Pos. | No. | Coureur            | Constructeur              | Rondes | Tijd/Oorzaak uitval | Grid | Punten |
| ---- | --- | ------------------ | ------------------------- | ------ | ------------------- | ---- | ------ |
| 1    | 77  | Valtteri Bottas    | Mercedes                  | 51     | 1:31:52.942         | 1    | 25     |
| 2    | 44  | Lewis Hamilton     | Mercedes                  | 51     | +1.524              | 2    | 18     |
| 3    | 5   | Sebastian Vettel   | Ferrari                   | 51     | +11.739             | 3    | 15     |
| 4    | 33  | Max Verstappen     | Red Bull-Honda            | 51     | +17.493             | 4    | 12     |
| 5    | 16  | Charles Leclerc    | Ferrari                   | 51     | +1:09.107           | 8    | 11S    |
| 6    | 11  | Sergio Pérez       | Racing Point-BWT Mercedes | 51     | +1:16.416           | 5    | 8      |
| 7    | 55  | Carlos Sainz jr.   | McLaren-Renault           | 51     | +1:23.826           | 9    | 6      |
| 8    | 4   | Lando Norris       | McLaren-Renault           | 51     | +1:40.268           | 7    | 4      |
| 9    | 18  | Lance Stroll       | Racing Point-BWT Mercedes | 51     | +1:43.816           | 13   | 2      |
| 10   | 7   | Kimi Räikkönen     | Alfa Romeo-Ferrari        | 50     | +1 ronde            | Pit  | 1      |
| 11   | 23  | Alexander Albon    | Toro Rosso-Honda          | 50     | +1 ronde            | 11   |        |
| 12   | 99  | Antonio Giovinazzi | Alfa Romeo-Ferrari        | 50     | +1 ronde            | 17   |        |
| 13   | 20  | Kevin Magnussen    | Haas-Ferrari              | 50     | +1 ronde            | 12   |        |
| 14   | 27  | Nico Hülkenberg    | Renault                   | 50     | +1 ronde            | 15   |        |
| 15   | 63  | George Russell     | Williams-Mercedes         | 49     | +2 ronden           | 16   |        |
| 16   | 88  | Robert Kubica      | Williams-Mercedes         | 49     | +2 ronden           | Pit  |        |
| DNF  | 10  | Pierre Gasly       | Red Bull-Honda            | 38     | Motor               | Pit  |        |
| DNF  | 8   | Romain Grosjean    | Haas-Ferrari              | 38     | Remmen              | 14   |        |
| DNF  | 26  | Daniil Kvjat       | Toro Rosso-Honda          | 33     | Schade ongeluk      | 6    |        |
| DNF  | 3   | Daniel Ricciardo   | Renault                   | 31     | Schade ongeluk      | 10   |        |

S Charles Leclerc behaalde een extra punt voor het rijden van de snelste ronde.

## Tussenstanden wereldkampioenschap
Betreft tussenstanden voor het wereldkampioenschap na afloop van de race.

### Coureurs
| Positie | No. | Rijder           | Team                      | Punten |
| ------- | --- | ---------------- | ------------------------- | ------ |
| 01      | 77  | Valtteri Bottas  | Mercedes                  | 87     |
| 02      | 44  | Lewis Hamilton   | Mercedes                  | 86     |
| 03      | 5   | Sebastian Vettel | Ferrari                   | 52     |
| 04      | 33  | Max Verstappen   | Red Bull-Honda            | 51     |
| 05      | 16  | Charles Leclerc  | Ferrari                   | 47     |
| 06      | 11  | Sergio Pérez     | Racing Point-BWT Mercedes | 13     |
| 07      | 10  | Pierre Gasly     | Red Bull-Honda            | 13     |
| 08      | 7   | Kimi Räikkönen   | Alfa Romeo-Ferrari        | 13     |
| 09      | 4   | Lando Norris     | McLaren-Renault           | 12     |
| 10      | 20  | Kevin Magnussen  | Haas-Ferrari              | 8      |

### Constructeurs
| Positie | Team                      | Punten |
| ------- | ------------------------- | ------ |
| 01      | Mercedes                  | 173    |
| 02      | Ferrari                   | 99     |
| 03      | Red Bull-Honda            | 64     |
| 04      | McLaren-Renault           | 18     |
| 05      | Racing Point-BWT Mercedes | 17     |
| 06      | Alfa Romeo-Ferrari        | 13     |
| 07      | Renault                   | 12     |
| 08      | Haas-Ferrari              | 08     |
| 09      | Toro Rosso-Honda          | 04     |
| 10      | Williams-Mercedes         | 0      |